# しんがん〜警視庁お宝捜査
『しんがん〜警視庁お宝捜査』（しんがん けいしちょうおたからそうさ）は、2018年2月18日にテレビ朝日系「日曜ワイド」で放送された刑事ドラマ。主演は片岡鶴太郎。

## キャスト
- 宝井心眼（警視庁佃島警察署刑事課 刑事） - 片岡鶴太郎
- 井津川真琴（警視庁佃島警察署刑事課 刑事） - 筧美和子
- 仲間宗次郎（警視庁佃島警察署 刑事課長） - 飯田基祐
- 風間乃理子（美容室「スリジエ・スリール」経営者） - 青山倫子
- 千葉良太（千葉表具店 店主・乃理子の二卵性双生児の弟） - 水橋研二
- 相馬俊彰（日雇い派遣） - みのすけ
- 栃尾信三（東京都議会議員） - 吉満寛人[1]
- 千葉良史（表具師・乃理子と良太の父・20年前転落死） - 並樹史朗[2]
- 河本則夫（元警官） - 鈴木正幸
- 栗田萌美（アンティークカフェ「万物堂」アルバイト店員） - 太田唯[3]
- 笹山静香（美容室「スリジエ・スリール」美容師） - 階戸瑠李
- 飯沼悠市（静香の恋人） - 岩井拳士朗[4]
- 場頭（東都オークション 仕切り役） - 金剛地武志
- 畑中（喫茶店「さくらい」店員） - 柴田明良[5]
- 夏目幹比古（帝都美術大学美術学部絵画学科日本画専攻 教授） - 国広富之[6]
- 宝井遼子（老舗質店「万物堂」主人・心眼の亡弟の妻） - 石田ひかり

## スタッフ
- 脚本 - 安井国穂
- 監督 - 池澤辰也
- ゼネラルプロデューサー - 関拓也（テレビ朝日）
- プロデューサー - 目黒正之（東映）、井元隆佑（東映）
- 制作 - テレビ朝日、東映